# Alocasia boa
Alocasia boa är en kallaväxtart som beskrevs av Alistair Hay. Alocasia boa ingår i släktet Alocasia och familjen kallaväxter. Inga underarter finns listade.